# 젤코 시모비치
젤코 시모비치(세르비아어: Жељко Симовић / Željko Simović, 1967년 2월 2일 ~ )는 세르비아 출신의 축구 선수이다. K리그에서 등록명은 젤리코1를 사용하며 공격수로 활약하였다. 대우 로얄즈 (현 부산 아이파크)에 1994년 4월 동료인 아미르 선수의 추천으로 입단하여 1994 시즌 한 시즌 동안 시즌 통산 3경기 1득점-0도움 (정규리그 2경기 1득점-0도움 / 리그컵 1경기 0득점-0도움)의 기록을 남겼다. 같은 해 LG 치타스에서 활약했던 젤코 바이체타와는 같은 등록명을 사용하여 동일한 선수로 잘못 알려졌다.